# TattleTales
TattleTales ist das zweite Studioalbum des US-amerikanischen Rappers 6ix9ine. Es erschien am 4. September 2020.

## Hintergründe
TattleTales war 6ix9ines erstes Album nach seiner in den Medien vielfach aufgegriffenen Aussage vor Gericht gegen die Bande der Nine Trey Bloods, der der Rapper zuvor selbst angehörte, sowie seiner vorzeitigen Entlassung aus dem Gefängnis. Als Resultat seiner Kooperation mit dem Gesetz wandten sich viele Musiker, insbesondere welche der Hip-Hop-Szene, von dem Künstler ab und bezeichneten ihn als "Snitch", was auf Deutsch so viel wie "Petze" oder "Verräter" bedeutet. Die ohnehin bereits kontroverse Rolle 6ix9ines wurde daher noch umstrittener; es bildeten sich Lager innerhalb der Szene und der Fanbases. Dies sorgte dafür, dass der Interpret nahezu ununterbrochen in der Presse vorhanden war und somit ebenso seine Musik noch weiter in den Fokus rückte. Die ersten beiden Singles aus TattleTales, Gooba und Trollz, waren weltweit große Top-Ten-Erfolge, wobei zweitere sogar die Spitze der US-amerikanischen Billboard Hot 100 erklomm. Die nachfolgenden zwei Auskopplungen Yaya und Punani konnten an die Erfolge nicht mehr anknüpfen. Am Erscheinungstag des Albums wurde zudem noch ein Musikvideo zu Tutu auf YouTube veröffentlicht.
Produziert wurden die Titel des Albums von Akon, Dinay, Sindicate 12, Jahnei Clarke, Payday, Tripilz, Splititupbenji, Yaya, Jasper Harris, Sad Pony, Kybba, Limitless, Ramoon, Ransom Beatz, Anthony Flammia, Roy Lenzo, The Beat Menace, Ronny J, Tupunmusic und RicoOnTheKeys. Als Gastmusiker treten Akon, Smilez, Nicki Minaj, Leftside und Lil AK in Erscheinung.

## Musik und Texte
Die Lieder auf TattleTales lassen sich verschiedenen Spielarten des Hip-Hop und des Contemporary R&B zuordnen; letzteres vor allem in den zwei Titeln mit Beteiligung von Akon (Locked Up Pt. 2 und Leah). Es finden sich Songs in den Musikstilen Trap, Raggaton und Gangsta-Rap auf dem Werk wieder. Ein großer Teil der Texte des Albums setzt sich mit der Rezeption und dem Ruf des Rappers auseinander, wobei dies manchmal aggressiv oder provokant, aber auch humorvoll geschieht; mehrfach zieht 6ix9ine seine Hater mit seinem Erfolg und der Tatsache seiner Freilassung auf. Auch der Albumtitel spielt darauf an: es handelt sich um ein Wortspiel mit den Wörtern "tattletale" (etwa "Petze") und "tales" ("Geschichten"). Andere Lieder thematisieren 6ix9ines Straßenleben rund um Geld, Sex und Waffengewalt, sowie seine Zeit im Gefängnis. Es finden zudem auch mehrere Anspielungen an die COVID-19-Pandemie statt.

## Covergestaltung
Das Albumcover von TattleTales zeigt eine animierte Version von 6ix9ine vom Bauch aufwärts. Sie ist mit Ausnahme einer silberfarbenen Halskette in der Form eines Haifischs oberkörperfrei und stark nach dem Kindchenschema stilisiert. Sowohl 6ix9ine als auch der Hai auf dem Schmuckstück besitzen bunte Zähne. Umrandet wird der Rapper von Kreisen in den Farben Lila, Gelb, Rot, Blau, Grün und nochmals Gelb.

## Titelliste
| Nr. | Titel                        | Länge |
| --- | ---------------------------- | ----- |
| 1.  | Locked Up Pt. 2 (feat. Akon) | 3:23  |
| 2.  | Tutu                         | 2:44  |
| 3.  | Gooba                        | 2:12  |
| 4.  | Wait                         | 1:50  |
| 5.  | Charlie (feat. Smilez)       | 2:01  |
| 6.  | Trollz (feat. Nicki Minaj)   | 3:23  |
| 7.  | Nini (feat. Leftside)        | 2:18  |
| 8.  | Punani                       | 1:55  |
| 9.  | Yaya                         | 2:30  |
| 10. | Leah (feat. Akon)            | 2:57  |
| 11. | Gata (feat. Lil AK)          | 1:52  |
| 12. | GTL                          | 2:20  |
| 13. | Ava                          | 2:05  |

## Kritik
TattleTales erhielt negative Kritiken. Bemängelt wurde insbesondere, dass 6ix9ine seinen Personenkult hinter seinem eigentlichen musikalischen Output anstelle und versuche, aus Anbiederung an den Mainstream und Zurschaustellung seiner "Snitch-Persona" Kapital zu schlagen. Wäre der Rapper zwar ein Genie in Sachen Marketing und visueller Aufmachung, so würde sich bei dem Betrachten seiner blanken Musik zeigen, dass seine Lieder uninteressant und unoriginell sind. Man würde den Songs anmerken, dass sie auf eingängigen Refrains oder reißerischen Ideen aufbauen, jedoch eilig zu 2-Minuten-Tracks aufgeblasen wurden. Zudem wurde kritisiert, dass 6ix9ine zwischen verschiedenen Stilen hin- und herpendle, um möglichst alle Trends zu bedienen.
Das deutschsprachige Online-Magazin laut.de betitelte TattleTales als eines der „schlimmsten Alben des Jahres 2020“. Tattle Tales markiere den Anfang vom Ende für 6ix9ines Karriere. In seiner kurzen Diskografie nehme sein zweites Album eine ähnliche Rolle ein wie Harverd Dropout 2019 für Lil Pump. Es markiere den Punkt, an dem der Rapper seinen ehemaligen, hemmungslosen „Schrei-so-laut-du-kannst-und-box-die-Katze-deiner-Nachbarin-Sound“, zugunsten von „Mainstream-Erfolg“ hinter sich lasse, stattdessen aber unwissend den Grundstein für seinen Abschied in die Belanglosigkeit lege. Eigentlich könne man es ihm, nicht nur seiner Gesundheit zuliebe, nur wünschen, dass dies besser heute als morgen geschiehe.

## Charts und Chartplatzierungen
| ChartsChartplatzierungen       | Höchstplatzierung | Wochen |
| ------------------------------ | ----------------- | ------ |
| Deutschland (GfK)              | 39 (2 Wo.)        | 2      |
| Österreich (Ö3)                | 14 (2 Wo.)        | 2      |
| Schweiz (IFPI)                 | 17 (2 Wo.)        | 2      |
| Vereinigtes Königreich (OCC)   | 27 (2 Wo.)        | 2      |
| Vereinigte Staaten (Billboard) | 4 (3 Wo.)         | 3      |